# Niels Juel
 For alternative betydninger, se Niels Juel (flertydig). (Se også artikler, som begynder med Niels Juel)
Admiral Niels Juel (født 1629 i Christiania, Norge, død 1697 i København, Danmark) var en dansk-norsk søofficer. Han var søn af Erik Juel til Hundsbæk og bror til Jens Juel, baron af Juellinge. Han blev født i Christiania i Norge, hvortil moderen var rejst mens Albrecht von Wallensteins hær havde gjort indfald i Jylland 1627-1628, hvor familien ellers indtil da havde boet på herregården Nørtorp i Thy.
Niels blev fra 1635 til 1642 opdraget hos mosteren Karen Sehested på Stenalt ved Randers Fjord. I 1643 tiltrådte han en stilling som page for den senere Frederik 3.. I 1647 blev han indskrevet på Sorø Akademi, hvor han modtog undervisning i knapt et år. I 1650 drog Niels Juel ud på sin "dannelsesrejse" gennem Europa, som bl.a. gik til Frankrig. I 1652 trådte han i hollandsk tjeneste som søkadet eller "adelborst" og i 1652 og 1653 deltog han i flere større søslag mod den engelske flåde i Den første engelsk-hollandske Krig. I 1654-56 deltog han under admiral Michiel de Ruyter i to togter til Middelhavet mod nordafrikanske pirater. I 1656 vendte han hjem til København og trådte i dansk tjeneste som søofficer, og i 1657 udnævntes han til admiral. Han deltog i Karl Gustav-krigene 1657-1660 under Frederik 3., hvor han bl.a. gjorde tjeneste under rigsadmiral Henrik Bielke. Under Københavns Belejring i 1659 fik Niels Juel kommandoen over et kompagni bådsmænd i Kastellet, dog uden at komme i kamp. Han var blandt underskriverne af det centrale kassationsdokument af 16. oktober 1660, der ophævede kongens håndfæstning af 1648 og dermed banede vejen for Enevældens indførelse i 1660. I 1674 blev han udnævnt til Hvid Ridder af Danmark. Den 23. juni 1661 blev Niels Juel gift med Margrethe Ulfeldt i Holmens Kirke.
Margrethe og Niels Juel fik fire børn:
- Vibeke Juel nedsat i Holmens Kirke 24. november 1668.
- Sophie Juel (1664 – 1722) gift 8. februar 1682 med Geheimeråd og hvid Ridder Niels Krag af Jylland (1653 – 1713).
- Knud Juel (1665 – 1709) gift 18. februar 1695 med Christine Elisabeth von Knuth (1675 – 1738).
- Vibeke Juel (1672 – 1735) gift 8. april 1701 med Gregers Juel (1667 – 1731).

Under den Skånske Krig stod Niels Juel i spidsen for den danske flåde, der erobrede Gotland i 1676. Niels Juels største bedrift var sejren over en overlegen svensk flåde i Søslaget i Køge Bugt den 1. juli 1677. Slaget foregik ganske vist ved Stevns, da skibene aldrig kom ind i bugten. Betegnelsen Slaget i Køge Bugt blev første gang brugt i 1800-tallet.
Han ombyggede Valdemars Slot på Tåsinge samt byggede et palæ (det nuværende Thotts Palæ, Frankrigs ambassade), på Kongens Nytorv i København. Niels Juels statue står i Holmens Kanal uden for Nationalbanken. Niels Juel er begravet i Holmens Kirke.
Enken, Margrethe Ulfeldt, har gjort sig bemærket som en af "tvende danske heltes enker", der stiftede Roskilde Adelige Jomfrukloster.

## Andet
Der findes rundt om i Danmark en række stednavne og lokaliteter opkaldt efter Niels Juel. Der findes en Niels Juels Gade eller Niels Juels Vej i bl.a. Århus, København, Køge, Marstal, Frederikshavn og Aalborg. I Odense finder man Niels Juels Allé med tilhørende grundejerforening af samme navn. Desuden findes et hotel i Køge og en fiskerestaurant i Klitmøller med navnet Niels Juel. I Svendborg er der en fægteklub opkaldt efter helten.
I Norge er bl.a. Niels Juels gade på Frogner, hvor bl.a. Hartvig Nissens skole ligger, opkaldt efter Niels Juel.
Det kan også nævnes at en mængde fartøjer fra Søværnet er og har været opkaldt efter søhelten. Aktuelt er det den nye Fregat af Iver Huitfeldt-klassen som bærer det stolte navn.